# Número de Ursell

Características de las ondas.

En dinámica de fluidos, el número de Ursell indica la no linealidad de extensas ondas de superficie de gravedad, en una capa de fluido. Este parámetro adimensional proviene del nombre de Fritz Ursell, quien habló sobre su importancia en 1953.
El número de Ursell se deriva de la expansión de la onda Stokes, una serie de perturbaciones no lineales de ondas periódicas, en el límite de longitud de onda larga de aguas poco profundas (cuando la longitud de onda es mucho mayor que la profundidad del agua). Entonces el número de Ursell se define como:
| Símbolo                  | Nombre | Unidad |
| ------------------------ | --- | ------ |
| {\displaystyle U}        | Número de Ursell                                                                                             |        |
| {\displaystyle H}        | Altura de la ola                                                                                             | m      |
| {\displaystyle h}        | Profundidad media del agua                                                                                   | m      |
| {\displaystyle \lambda } | Longitud de onda, que tiene que ser grande en comparación con la profundidad, {\displaystyle \lambda \gg h}. | m      |